# Булныгин, Дмитрий Владимирович
Булныгин, Дмитрий Владимирович — медиахудожник, ви-джей, режиссер.

## Биография
Родился 4 августа 1965 года в Новосибирске. В 1990 году закончил Новосибирский Архитектурный Институт. С конца 1980-х годов занимался живописью и графикой в стиле неоэкспрессионизма. К этому же времени относится период т. н. примитивистских перформансов: «Мир Искусств», «Выборы для белок» (расклейка портретов Б.Ельцина в сосновом лесу), «Прибрежное яйцо» (совместно с В.Мизиным). Часто посещает творческие сквоты в Санкт-Петербурге, Екатеринбурге и других городах.
Знакомство в 1994 году с представителями художественного андеграунда Цюриха позволило принять участие в проекте европейской субкультуры «Eurocot» (Цюрих, 1995). После новосибирские художники с иностранными участниками «Eurocot» организовали несколько художественных проектов на Урале: международный фестиваль Экологический арт-мост «Еurokon-96» (июнь 1996, Новосибирск), арт-парад обычных вещей «Post-ВДНХ», на котором создавали объекты и инсталляции из товаров народного потребления (1997, Музей изобразительных искусств, Екатеринбург).
Благодаря связям с европейским андеграундом работы Булныгина выставляются в независимых галереях (Tacheles, Берлин, 1997, Message salon, Цюрих, 1998).
Параллельно художник занимается организацией культурных событий в родном городе, проводит фестиваль «Культурные герои 21 века» (ноябрь 1999, Новосибирск).
С 1998 г., после пожара в мастерской, увлекается созданием световых объектов и инсталляций, начинает работать с видео. Видеофильм «Жилмассив» (1998) оказался программным для нового этапа творчества. Основными жанрами становятся короткий фильм, видео инсталляция, флэш-анимация.
С конца 90-х принимает участие в проектах группы художников, часть которых впоследствии назвалась группой «Синие Носы», с которыми сотрудничал до 2004 года. Далее художник всё больше работает в области видео и компьютерной анимации.
Индивидуальное творчество развивалось от видеоперформансов, в которых автор сам представал в роли персонажа («Лола», 2000), через эксперименты с монтажом, звуком и т. н. «мелкой нарезкой» (2001—2003), в сторону режиссерского «короткого» кино (с 2004).
В 2000 году Булныгин организует первый международный фестиваль сверхкороткого фильма (Extra Short Films, проводился ежегодно до 2014 года). С 2001 выступает с видео перформансами под именем ака vj db, в том числе с группой Nuclear Los’ь.
В 2004 году переезжает в Москву, где становится активным участником художественной жизни столицы. Участвует в специальных проектах III и IV Московских биеннале современного искусства (2007 и 2009 гг.), 54 Венецианской биеннале (2011), в международных выставках (Тирана, Валенсия, Стамбул, Берлин, Нью-Йорк, Париж, Хельсинки) и фестивалях медиаискусства (Гамбург, Оберхаузен, Гаага), а также в I Уральской индустриальной биеннале (2010).
Помимо съемок коротких фильмов Булныгин программирует интерактивные видеоигры («Хозяйка», 2008, «Time killer», 2009), снимает зацикленные видео («Союз-11», 2011; «Высотки-Зомби», 2012; Лампочка", 2014), создает крупномасштабные проекции на здания («Попытка» и «Штурм», г. Пермь, 2010—2011, «Экзорцизм как шоу», г. Киров, 2011, «Finita dolce vita», Манеж/Москва, 2011), в последние годы, на основе технологии видеомэппинга, создает инсталляции или, как называет их сам художник, видеоскульптуры («Термитники», 2016, «Вспомнить все», 2015; «Аквариум», 2015; «Для вертикали», 2014)
В настоящее время реализует несколько стрит-арт проектов («Подпись», Самара, 2014, «Поверхностный взгляд», Красноярск, 2011, «Улучшение на районе», с 2011), а также stencil-project с изображением куста конопли («Кусты», с 2010).
В 2010 году вышел в финал премии Кандинского-2010 в номинации Медиа-арт с работой «Весна». Дважды призер (первое место) Медиафорума в рамках Московского кинофестиваля (2003 и 2007 гг).
Цифровые работы Дмитрия Булныгина находятся в собраниях Мультимедиа Арт Музея, Москва, Музея ART4.RU, венского Музея прикладного искусства, Музея современного искусства в Хельсинки и др.
Живет и работает в Москве.

## Призы и номинации
- 2010 Шорт-лист премии Кандинского — видеоинсталляция «Весна»
- 2007 «Медиа форум» / Москва, первый приз — «After party»
- 2006 Кинофестиваль «Киношок», Анапа, приз международного жюри — «В маскву»
- 2005 Видеофестиваль"Видеология", Волгоград, гран-при — «Водка и Папиросы»
- 2004 Фестиваль «СТЫК» / Москва, приз жюри — «Baby Boom»
- 2004 Канcкий видеофестиваль / Москва, приз жюри — «Тонкая поправка»
- 2003 «Медиа форум» / Москва, первый приз — "Ритмы шашлыка "

## Персональные выставки
2016
- «Термитники», Манеж, Москва
- «Selected works», ЦСИ Заря, Владивосток

2015
- «Не рыбы, не рабы», галерея Треугольник, Москва
- «Декорации», DEAC, Черногория
- «Nothing is perfect», MAMM, Москва

2013
- «Давид и компания», студия КОП, Москва
- «Кароче» / ГЦСИ, Томск
- «Новые работы» / СЦСИ, Новосибирск

2012
- «Finita dolce vita» / СЦСИ, Новосибирск
- «Экзорцизм как шоу», / видеопроекция на здание театра / Киров
- «Высотки-зомби» / видеопроекция и интерьере театра / Кострома

2011
- «Штурм» / видеопроекция на здание тетра / Музей современного искусства, Пермь
- «Питательные смеси» / СЦСИ, Новосибирск

2010
- «Попытка» / видеопроекция на здание тетра / Музей современного искусства, Пермь
- «Four ballets» / видеоинсталляция / СЦСИ, Новосибирск

2009
- «Цветы» / видео, Актовый Зал (проект Фабрика) / Москва
- «За стеклом» / видеоинсталляция, офисное окно «Актового Зала» (проект Фабрика) / Москва

2008
- «Колбаsа»/видео, интерактивная инсталляция, Фонд «Современный Город» / Москва
- «Припасы»/ фотография, Галерея Рефлекс, Москва

1998
- «Электрическое» /объекты, Новосибирская Картинная Галерея

1997
- «Groove»/инсталляция, artist’s space, Берлин (совместно с В.Мизиным)
- «Night life»/интерактивная инсталляция, Message Salon , Цюрих

## Групповые выставки/фестивали
2016
- «Русский Космос», МАММ, Москва

2015
- «Чепуха»-1й показ, коллективное антикино.
- «Нет времени», специальный проект 6-й Московской биеннале, Винзавод, Москва
- VIDEOMAPPING CONTEST, Лилль, Франция
- «Розовая коробка», Ерарта, СПб

2014
- «Наверху», Музей Москвы, Москва
- «Now&After», международный фестиваль видео-арта, ММОМА, Москва
- «Что такое наши руины?», Ateliers du Vent, Ренн / Франция

2013
- «ARTe Video Night», Palace de Tokio, Париж
- «Sunny side of Lenin street», TMprojects, Женева
- «Части целого», Винзавод, Москва
- «Now&After», международный фестиваль видео арта, ММСИ, Москва

2012
- «В абсолютном беспорядке», Центр Санта Моника, Барселона
- «АртАрбаФест», Алматы
- «Фабрики воображения», Станция арт-центр, Кострома
- Plum fest, АrtPlay, Москва
- «Русский ренессанс», Броткунстхалле, Вена

2011
- «Русский Космос», Музей современного искусства Кастелло ди Риволи, Турин
- «Медиа удар», 4-я Московская биеннале современного искусства, Москва
- «Домашнее видео», MМСИ, Москва
- «Рекламная пауза», 54-я биеналле, Венеция
- «Мода и стиль в фотографии», 7-й международный фестиваль, Москва

2010
- «ARTe Video Night», ФИАК, Париж
- Приз Кандинского, ЦДХ, Москва
- «Эстетика против информации», ССА, Клайпеда
- «Москва-Париж», 8-я фотобиеннале, Москва
- «Русские Утопии», ЦСК Гараж, Москва
- «СУПЕРМАРКЕТ», Арт-ярмарка, Стокгольм

2009
- «Сверхновая вещественность», MМСИ, 3-я Московская  биеннале современного искусства
- VIDEOMINUTO, Международный фестиваль одноминутных видео, Флоренция
- «I was Russia», Дунедин / Новая Зеландия
- Absolute Creative Future, Винзавод, Москва
- Scope Art Fear, Нью-Йорк

2008
- «Вторжение — Отторжение», Красный Октябрь/Москва
- «Sicherheit», Content Art e. V., Берлин
- «Urban Jealousy», 1-я Тегеранская Биеннале, Стамбул
- «Верю», ЦСИ Винзавод,Москва
- «RUSSIA», Арт-Базель/Майами-бич, Майами

2006
- d/ART фестиваль, Сидней

2005
- 54 й фестиваль короткого фильма, Оберхаузен / Германия
- «O.K. America!», Apex Art gallery, Нью-Йорк

2004
- «Faster then history», KIASMA, Хельсинки
- «Новое русское видео», Art in General, Нью-Йорк

2003
- «Арт — Клязьма», Москва
- «New Countdown», Галерея Гельмана, ЦДХ, Москва
- MAD’3 , Мадрид — Барселона

2002
- «Davaj! Давай!», Берлин — Вена
- «Snow girl», Zakhenta gallery, Варшава

2001
- 7-й фестиваль мульти медиа, Виндзор/Канада
- 1-е международное биеннале, Валенсия
- 1-е международное биеннале, Тирана

2000
- 16-й фестиваль короткого фильма, Гамбург

## Международные программы и резиденции
2016 — Арт-резиденция в ЦСИ Заря, Владивосток
2015 — Арт-резиденция в DEAC, Черногория
2013 — Арт-резиденция в Atelier du Vent, Ренн / Франция
2010 — Арт-резиденция в Atelier du Vent, Ренн / Франция
2005 — 51й семинар Флаерти (фестиваль экспериментального кино и видео-арта), Покипси/США
2004 — Арт-резиденция в Couvent de Recollets, Париж
2002 — Резиденция в PVA, Бритпорт / Англия

## Коллекции
- Мультимедиа Арт Музей, Москва
- Музей Прикладного Искусства (МАК), Вена
- Музей современного искусства (КИАСМА), Хельсинки
- Музей актуального искусства, ART4.RU, Москва
- Новосибирская Картинная Галерея, Новосибирск